# Mohammed Abderrazack
Mohamed El Ouargla Abderrazack est un footballeur marocain, né le 25 mars 1925 à Salé. Il évolue au poste de milieu de terrain offensif ou d'attaquant du milieu des années 1940 à la fin des années 1950.
Après des débuts au FC Sète, il évolue notamment au Nîmes Olympique, à l'OGC Nice, avec qui il remporte le titre de champion de France en 1956 et, à l'Olympique Alès.

## Biographie
Il a passé la plupart de sa carrière dans des clubs français, en particulier au FC Sète.

## Palmarès
Mohammed Abderrazack dispute 214 rencontres de Division 1 pour 77 buts inscrits. Avec l'OGC Nice, il remporte le titre en 1956. Il gagne, l'année suivante, le titre en Division 2 avec l'Olympique Alès.